# Municipio Samaipata
Das Municipio Samaipata ist ein Verwaltungsbezirk im Departamento Santa Cruz im südamerikanischen Anden-Staat Bolivien.

## Lage im Nahraum
Das Municipio Samaipata ist eines von vier Municipios der Provinz Florida und umfasst die östlichen Bereiche der Provinz. Es grenzt im Norden an die Provinz Ichilo, im Nordwesten an das Municipio Mairana, im Westen an das Municipio Pampa Grande, im Südwesten an das Municipio Quirusillas, im Süden an die Provinz Cordillera und im Osten an die Provinz Andrés Ibáñez.
Das Municipio erstreckt sich zwischen etwa 17° 54' und 18° 26' südlicher Breite und 63° 29' und 64° 00' westlicher Länge, seine Ausdehnung von Westen nach Osten beträgt bis zu 40 Kilometer und von Norden nach Süden bis zu 50 Kilometer.
Das Municipio umfasst 45 Gemeinden (localidades), der zentrale Ort des Municipios ist die Stadt Samaipata mit 4398 Einwohnern (Volkszählung 2012) am westlichen Rand des Municipios.

## Geographie
Das Municipio Samaipata liegt im Übergangsbereich zwischen der Anden-Gebirgskette der Cordillera Oriental im Westen und dem bolivianischen Tiefland im Osten. Das Klima in den geschützten Tallagen ist ganzjährig mild und ausgeglichen, nicht so heiß und schwül wie im nahegelegenen Tiefland.
Die mittlere Durchschnittstemperatur der Region liegt bei 18 °C (siehe Klimadiagramm Samaipata) und schwankt nur unwesentlich zwischen 15 °C im Juni/Juli und knapp 20 °C im Dezember und Januar. Der Jahresniederschlag beträgt etwa 750 mm, bei einer nur schwach ausgeprägten Trockenzeit von Mai bis September mit Monatsniederschlägen unter 35 mm und einer Feuchtezeit von Dezember bis Februar mit 110 bis 120 mm Monatsniederschlag.

## Bevölkerung
Die Einwohnerzahl des Municipios ist zwischen 1992 und 2024 um rund ein Viertel angestiegen:
| Jahr | Einwohner | Quelle       |
| ---- | --------- | ------------ |
| 1992 | 9.142     | Volkszählung |
| 2001 | 9.739     | Volkszählung |
| 2012 | 10.472    | Volkszählung |
| 2024 | 11.814    | Volkszählung |

Die Bevölkerungsdichte des Municipios bei der letzten Volkszählung von 2024 betrug 6,15 Einwohner/km², der Alphabetisierungsgrad bei den über 15-Jährigen war von 77,1 Prozent (1992) auf 85,4 Prozent angestiegen. Die Lebenserwartung der Neugeborenen betrug 66,4 Jahre, die Säuglingssterblichkeit war von 5,9 Prozent (1992) auf 5,3 Prozent im Jahr 2001 zurückgegangen.
98,3 Prozent der Bevölkerung sprechen Spanisch, 15,5 Prozent sprechen Quechua und 0,4 Prozent Aymara. (2001)
55,1 Prozent der Bevölkerung haben keinen Zugang zu Elektrizität, 45,7 Prozent leben ohne sanitäre Einrichtung (2001).
76,2 Prozent der 2.411 Haushalte besitzen ein Radio, 35,1 Prozent einen Fernseher, 39,9 Prozent ein Fahrrad, 6,6 Prozent ein Motorrad, 10,4 Prozent ein Auto, 17,7 Prozent einen Kühlschrank, und 7,0 Prozent ein Telefon. (2001)

## Politik
Ergebnis der Regionalwahlen (concejales del municipio) vom 4. April 2010:
| Wahl- berechtigte |  | Wahl- beteiligung | gültige Stimmen |  | VERDES | MAS-IPSP | S.S.   | T.R.E.S. | FA    | HACER | MSM   |
| ----------------- |  | ----------------- | --------------- |  | ------ | -------- | ------ | -------- | ----- | ----- | ----- |
| 5.198             |  | 4.649             | 3.814           |  | 1.168  | 972      | 905    | 326      | 180   | 155   | 108   |
|                   |  | 89,4 %            | 82,0 %          |  | 30,6 % | 25,5 %   | 23,7 % | 8,5 %    | 4,7 % | 4,1 % | 2,8 % |

Ergebnis der Regionalwahlen (elecciones de autoridades políticas) vom 7. März 2021:
| Wahl- berechtigte |  | Wahl- beteiligung | gültige Stimmen |  | CREEMOS | MAS-IPSP | SOL    | UNIDOS | ASIP   | MNR    |
| ----------------- |  | ----------------- | --------------- |  | ------- | -------- | ------ | ------ | ------ | ------ |
| 7.473             |  | 6.605             | 5.939           |  | 3.097   | 2.375    | 220    | 161    | 56     | 30     |
|                   |  | 88,38 %           | 89,92 %         |  | 52,15 % | 39,99 %  | 3,70 % | 2,71 % | 0,94 % | 0,51 % |

## Gliederung
Das Municipio Samaipata untergliedert sich in die folgenden beiden Kantone (cantones):
- Cantón Samaipata (im nördlichen Teil des Municipios): 18 Vicecantones – 28 Gemeinden – 8.783 Einwohner (2001)
- Cantón San Juan del Rosario (im südlichen Teil des Municipios): 13 Vicecantones – 17 Gemeinden – 956 Einwohner (zentraler Ort: San Juan del Rosario)

## Ortschaften im Municipio Samaipata
- Samaipata 4398 Einw. – San Juan del Rosario 317 Einw. – Achiras 286 Einw.